# Magrée

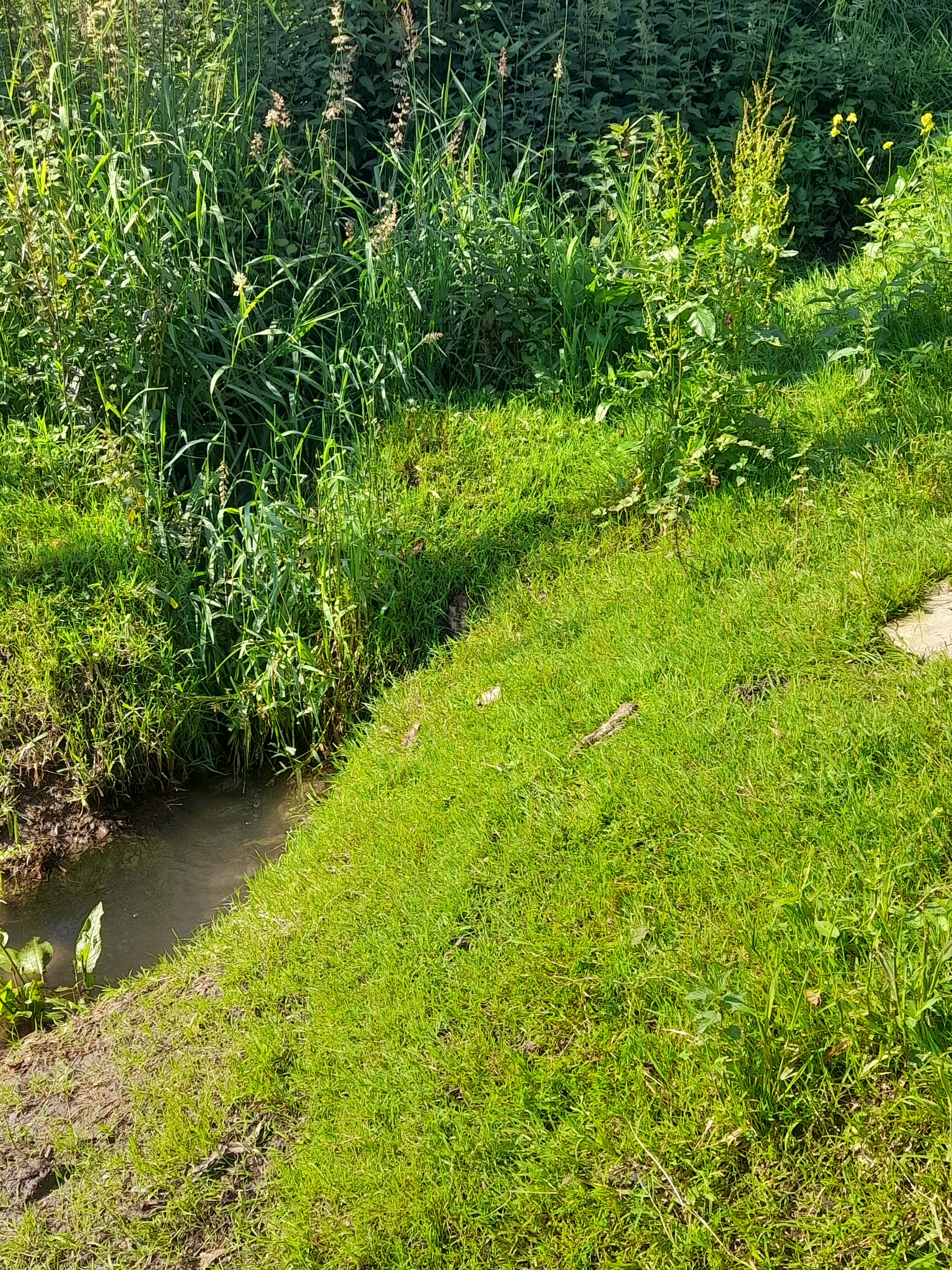
embouchure du ruisseau de fond de Martin, à Esneux

La Magrée, appelée aussi ruisseau de Fond Martin ou ruisseau de Martin, est un ruisseau de Belgique, affluent de l'Ourthe faisant partie du bassin versant de la Meuse. Elle coule entièrement en province de Liège.
Elle prend sa source à Ellemelle sous le nom de ruisseau du Moulin, arrose Tavier et Houte-Si-Plou où elle reçoit le ruisseau de Plainevaux puis se jette dans l'Ourthe à Esneux.